# ダイハツ・ミラジーノ1000
ミラ ジーノ 1000（Mira Gino 1000）は、ダイハツ工業がかつて生産・販売していた自動車。ダイハツ・ミラジーノ（以下「ジーノ」）の上位グレードにしてリッターカー、および小型自動車（登録車）バージョンに当たる。

## 概要
ボディは初代ジーノから、エンジンはストーリア（OEM車種のトヨタ・デュエットを含む）と同じ1,000cc12バルブDOHC・EJ-VE型64馬力を使用している。具体的には輸出仕様のクオーレ（5代目ミラ）の外装をジーノに改め、軽のジーノに対し前後バンパーのオーバーライダーにガードと前後フェンダーアーチ部にメッキモールが装着されただけであり内装自体はジーノと全く同じ、制振や静音性を向上させるまでには至らず、乗り心地は社内外の競合車種と比べてかなり古典的なものを感じるものとなってしまった。
しかも性格やコンセプトが中途半端であり1000ccのパワーのことを考慮すると税金・高速道路通行料・車検費用では軽自動車のターボ車のほうが安上がりになってしまうこともありほとんど売れなかった。
2004年11月の2代目ジーノの登場に伴い、販売終了。総販売台数は1292台。なお、販売開始から販売終了までの販売期間は2年3か月であり、同社製の小型乗用車としては最も短命な車種となった。